# Међународни дан деце жртава насиља
Међународни дан деце жртава насиља (енгл. International Day of Innocent Children Victims of Aggression) се обележава сваког 4. јуна по одлуци Генералне скупштине Уједињених нација. 

## Историјат
Међународни дан деце жртава насиља је основан 19. августа 1982. на Генералној скупштини, 31. пленарном састанку након разматрања питања Израелско-палестинског сукоба и на седмој ванредној седници, након смрти великог броја деце у рату.
Првобитно је фокусиран на жртве Либанског рата 1982. са сврхом проширивања признање бола који трпе деца широм света која су жртве физичког, менталног и емоционалног злостављања.
Према подацима из 2022. године, преко 8630 деце је убијено или осакаћено (5% више у односу на 2021), 7622 деце је регрутовано или искоришћено, 3985 их је отето (највише у Демократској Републици Конго, Сомалији, Буркини Фасо, Мјанмару и Мозамбику), 1166 деце је жртва сексуалног насиља, 3931 инцидент ускраћивања хуманитарног приступа је забележен, као и 1846 инцидената у школама и болницама.